# Юніон Тауншип (округ Клірфілд, Пенсільванія)
Юніон Тауншип (англ. Union Township) — селище (англ. township) в США, в окрузі Клірфілд штату Пенсільванія. Населення — 886 осіб (2020).

## Демографія
Згідно з переписом 2010 року, у селищі мешкали 892 особи в 370 домогосподарствах у складі 271 родини. Було 498 помешкань
Расовий склад населення:
| - 99,3 % — білих - 0,2 % — чорних або афроамериканців - 0,1 % — корінних американців |

До двох чи більше рас належало 0,3 %. Частка іспаномовних становила 0,1 % від усіх жителів.
За віковим діапазоном населення розподілялося таким чином: 16,8 % — особи молодші 18 років, 67,3 % — особи у віці 18—64 років, 15,9 % — особи у віці 65 років та старші. Медіана віку мешканця становила 48,1 року. На 100 осіб жіночої статі у селищі припадало 110,4 чоловіків;  на 100 жінок у віці від 18 років та старших — 112,0 чоловіків також старших 18 років.
Середній дохід на одне домашнє господарство  становив 63 732 долари США (медіана — 52 885), а середній дохід на одну сім'ю — 72 676 доларів (медіана — 62 083). Медіана доходів становила 41 705 доларів для чоловіків та 29 063 долари для жінок. За межею бідності перебувало 5,1 % осіб, у тому числі 5,3 % дітей у віці до 18 років та 3,1 % осіб у віці 65 років та старших.
Цивільне працевлаштоване населення становило 493 особи. Основні галузі зайнятості: роздрібна торгівля — 22,1 %, освіта, охорона здоров'я та соціальна допомога — 18,3 %, виробництво — 9,7 %, мистецтво, розваги та відпочинок — 9,1 %.